# Phronia biarcuata
Phronia biarcuata är en tvåvingeart som först beskrevs av Becker 1908.  Phronia biarcuata ingår i släktet Phronia och familjen svampmyggor. Arten är reproducerande i Sverige. Inga underarter finns listade i Catalogue of Life.